# Cmentarz żydowski w Błażowej
Cmentarz żydowski w Błażowej – został założony w XVIII wieku. Obecnie zachowało się około 15 nagrobków. Jest położony przy ulicy ks. Pilipca. Cmentarz jest porośnięty drzewami i częściowo ogrodzony. Ma powierzchnię 0,61 ha.